# 国民革命军陆军第七十五军
国民革命军第七十五军是抗战时期组建的一支部队，其历史可以追溯到新军第二十一镇第四十一协八十一标。

## 沿革

### 浙军时期
1910年，清政府在浙江组建新军第二十一镇，下辖第四十一协和第四十二协。第四十一协分为第八十一、第八十二两标，驻守杭州，分别由朱瑞和周承菼统领。1911年辛亥革命爆发，在周承菼的默许下，朱瑞率领所部在杭州发动起义，蒋中正参与此役并担任先锋队指挥官。杭州光复后，朱瑞率领浙军改编的浙江支队北上，成功攻克南京。1912年1月蒋尊簋任浙江都督，将浙军留浙部队改编为第二十五师。袁世凯出任大总统后为了削减南方势力，下令缩编军队，第二十五师因此缩编为浙江独立旅。1916年袁世凯称帝之后，吕公望驱逐都督朱瑞取而代之，7月将浙江独立旅恢复为第二十五师，9月将其改编为浙江陆军第二军。
1917年北洋政府任命杨善德为浙江督军，杨善德于同年率部入浙。杨善德入浙后为了稳固势力大幅裁撤浙军，任命张载阳为第二师师长。杨善德的介入引起军队哗变，第二师步兵第三旅旅长叶焕华在宁波宣布独立，杨善德令浙军第一师平定。浙军第一师在护法战争中入闽作战出现叛变，1919年5月一师师长童保喧在厦门去世，杨善德任命张载阳继任第一师师长，其所部则交由潘国纲指挥，次月又要求第一师和第二师师长对调，将第一师从福建撤回。1924年江浙战争爆发后，孙传芳占领浙江并于1925年整编浙江军队，将自己嫡系的卢香亭部改称浙江第二师，原浙江第二师改称第三师，由周凤岐统帅。1926年第一次北伐中，周凤岐率领浙军第三师倒戈，接受改编为国民革命军第二十六军。

### 国民革命军时期
在改编为国民革命军第二十六军后，先后参加三期北伐和四一二清党，1928年缩编为国民革命军第六师，1929年末编入蔣鼎文、陳誠率领的国民革命军第二军，由此成为中央军部队。1931年剿共期间与第七十九師合编为国民革命军第八军，1935年8月第八军番号取消，第6师暂时独立。
1937年8月24日淞沪会战时，以第6师在上海成立第七十五军。军长兼师长周嵒，隶属第三战区第19集团军。1937年11月8日经江苏宜兴向安徽广德、宣城转进，开赴武汉整补。1938年2月，在武汉组织军部。
1938年3月，拨入鄂军万耀煌部第13师，该军由汉口开赴徐州，隶属第五战区。军部率第6师，临时辖甘丽初第93师（第13师归第九十二军指挥）参加徐州会战后期作战（1938年5月3日至5月28日）。期间，商震部第139师（李兆瑛）一度隶属该军。
调湖北参加武汉会战，率第6、第13师隶属第九战区第2兵团在通山、岳阳、蒲圻（今赤壁）一带。周嵒被任命为罗卓英武汉卫戍区江南指挥区指挥。
- 第75军：军长周喦
- 第6师：师长张珙
- 第13师：师长方靖
- 第50师：师长成光耀

1938年10月，预备第4师调入，该军辖第6师、第13师、预备第4师。
1939年，隶属第五战区长江上游江防军参加随枣会战（1939年5月1日至6月1日）。参加1939年冬季攻势，攻击汉（口）宜（昌）路。1940年隶属第五战区参加枣宜会战（1940年5月1日至7月4日）。5月23日奉命由唐白河西岸移驻老河口东南。1940年6月，担任宜昌、当阳间防务。隶属第六战区第26集团军策应第二次长沙会战（1941年9月7日至10月12日）。1943年初，驻防宜昌、当阳、三斗坪。 1943年6月，第13师与第八十六军第16师对调。参加鄂西会战（1943年5月上旬至6月中旬）和常德会战（1943 年11月2日至1944年1月5日）。1944年冬，由宜昌开赴四川重庆，后开綦江，旋调赴湖北兴山。 1945年2月第16师留强去弱，编入预备第4师改称的第16师。1945年8月由兴山开赴应城、黄陂受降。
1946年4月，驻应城，隶属武汉行营第六绥靖区。 1946年6月1日，改编为整编第75师。武汉行营命令周喦率整编第75师限6月底以前肃清平汉线以西江汉军区罗厚福部。整编第6旅堵剿向鄂西撤退的中原突围部队。7月中旬至8月中旬清剿大洪山。9月由湖北调抵达河南开封、兰封，隶属徐州绥靖公署第32集团军（该集团军9月下旬改称整编第27军）参加第一次鲁西南战役（1946年8月上旬至11月上旬）。1946年10月自兰封北上，10月初，自城武北攻巨野、嘉祥、郓城。10月21日占郓城。参加豫北冀南作战（1946年11月中旬至1947年1月中旬），11月中旬由河北东明以西渡过黄河到达豫北。11月下旬，由滑县、安阳分别向濮阳、濮县、大名进攻。1947年1月开赴汲县，由汲县经平汉路转河南商邱，隶属徐州绥靖公署参加第二次鲁西南战役（1946年12月26日至1947年2月25日）。2月2日至4日，第16旅由商邱开抵安徽亳县，被歼灭大部。2月下旬开赴运河以东参加津浦路作战。3月在兖州，隶属徐州司令部第2兵团参加沂蒙山区作战（1947年3月下旬至7月下旬）。4月由兖州经宁阳向北进攻。5月在泰安附近。6月，第16旅守备新泰，主力由新泰进攻沂蒙山区。6月底在蒙阴正东。7月11日，占沂水。 1947年9月，由鲁中战场增援鲁西南战役。9月12日，由莱芜开赴济宁，13日，经嘉祥向巨野前进，在鲁西南对战华东野战军（1947年8月16日至9月26日），进攻曹县。
1948年春驻菏泽。1948年3月调商邱，旋由砀山车运济南，归第二绥靖区指挥。3月20日至5月初参加救援昌乐、潍县。1948年5月调徐州。1948年6月进入鲁西南的定陶、金乡。1948年6月中旬该整编师抽调干部另成立第62旅在浙江绍兴整训；该师编入区寿年第7兵团参加豫东战役（1948年6月16日至7月6日）。6月23日奉命经曹县、民权县越过陇海铁路南下追击华东野战军。1948年6月27日在睢县西北龙王店及其附近地区被包围。7月2日被歼灭，师长沈澄年、第6旅旅长李邦华、第16旅代理旅长卢济时被俘。 
1948年7月，整编第75师在浙江金华重建，隶属衢州绥靖公署。第6、第16旅并编为第16旅。前在绍兴编训的第62旅归建，改番号为第6旅。
1949年3月调上海，独立第95师拨入，改辖第6、第16、第95师，隶属京沪杭警备总司令部淞沪防卫司令部，参加上海战役（1949年4月23日至5月25日），期间第16师一部、第95师大部被歼灭。
1949年5月26日，该军撤往浙江舟山。8月下旬，第16师番号撤销，该军改辖第6、第95师。
1950年5月16日撤离舟山。5月20日抵达台湾 。1954年，75軍變更番號為第9軍，下轄第41師（原第95師）、第46師（原第96師）、第92師（原第54軍第198師）。第9軍於1976年1月1日變更番號為第6軍，於1976年8月16日再變更番號為第69軍。1989年7月1日陸精六號計畫實施，69軍（台北軍）裁撤併入陸軍第6軍團。

## 历任军长（整编师师长）
1. 周嵒（1937.8.31-1941.3免兼）
2. 施北衡（1941.3.28—1942.10）
3. 柳际明（1942.10.13——1946.8）
4. 沈澄年（1946.8-1948.7.2被俘）
5. 吴仲直（1948.7.14一）
6. 朱致一（1949.9.5一）